# Kiến trúc Norman

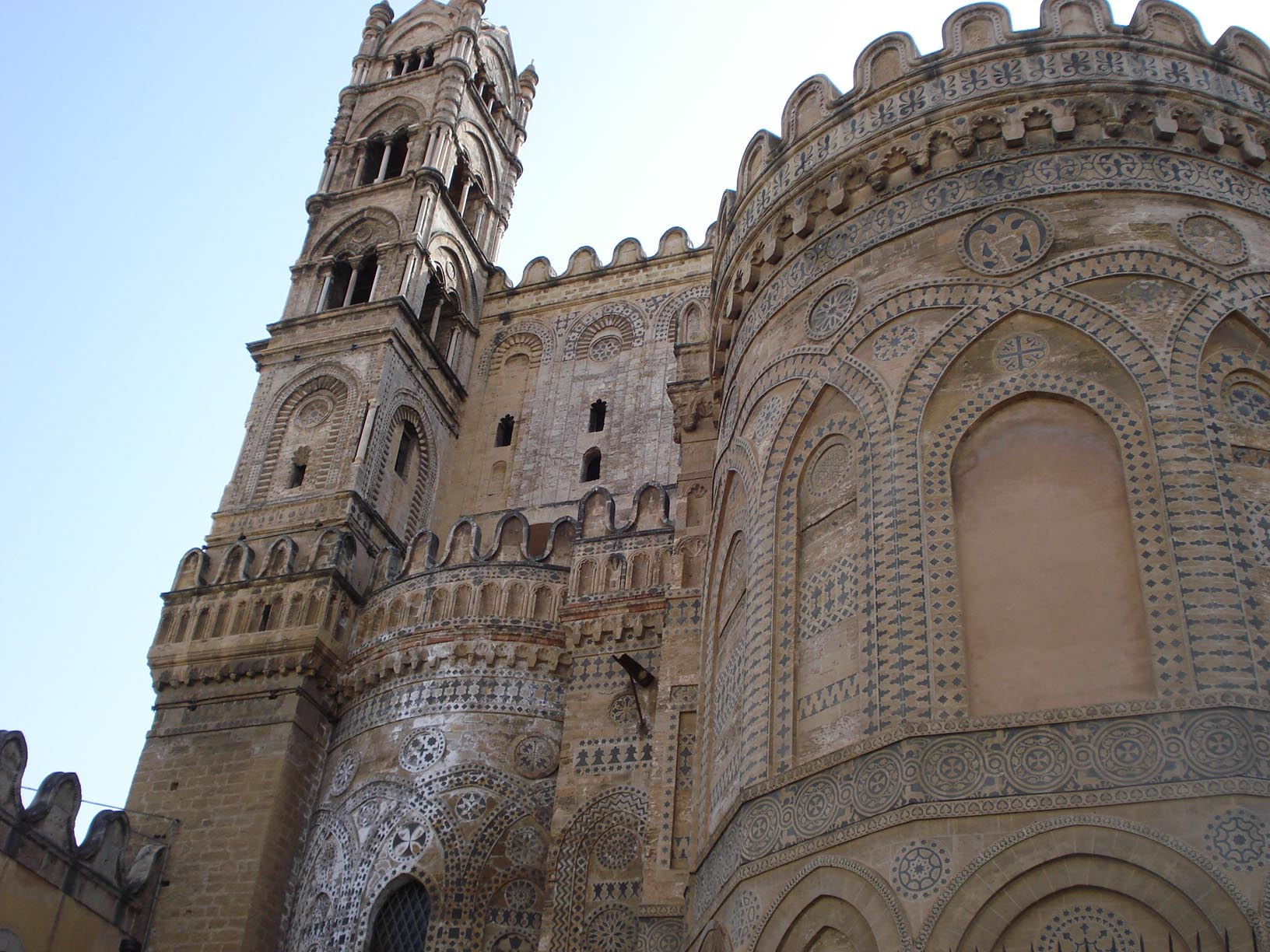
Thánh đường Palermo, ý.

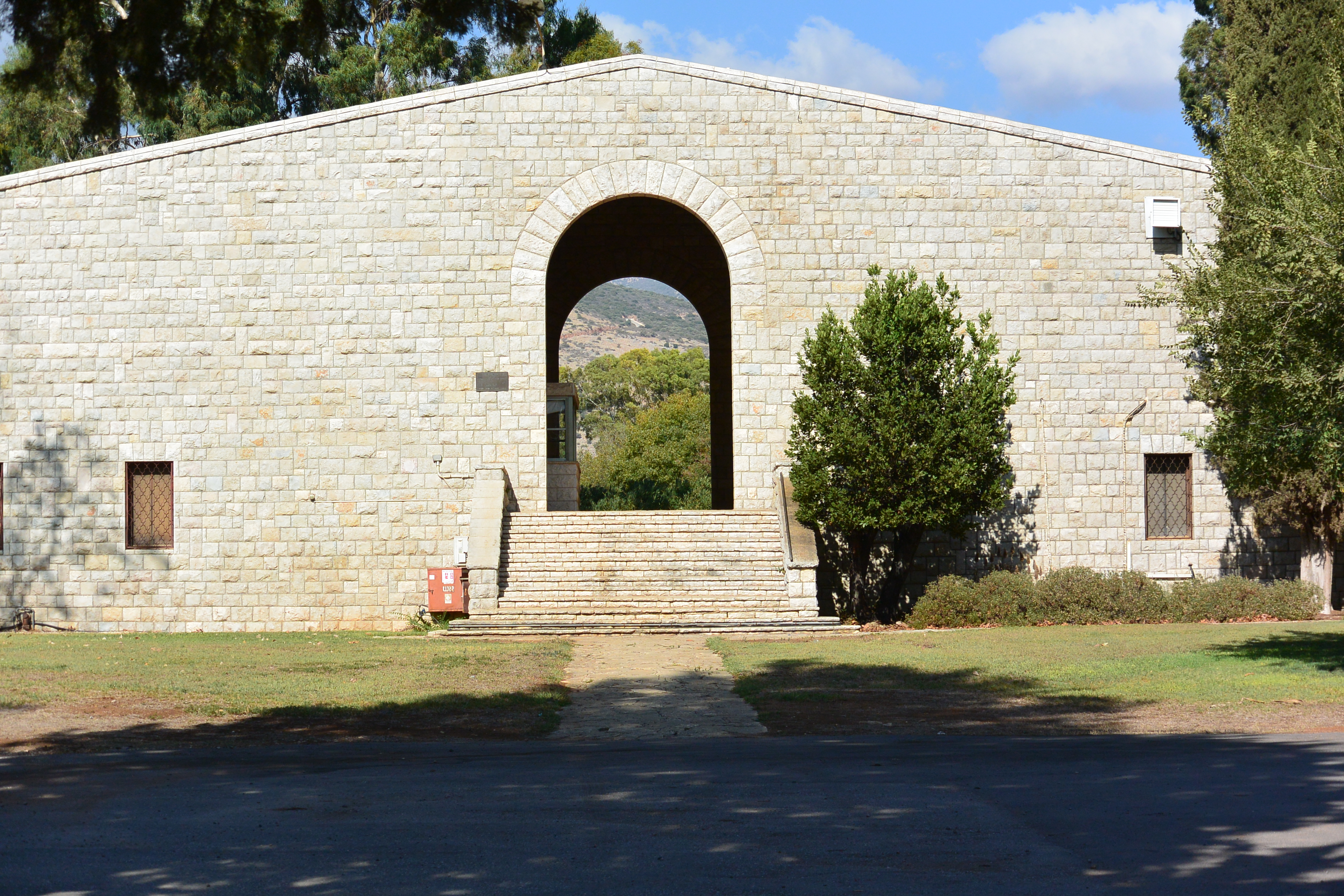
Kiểu cổng hình cung tròn đặc trưng của kiến trúc Romanesque.

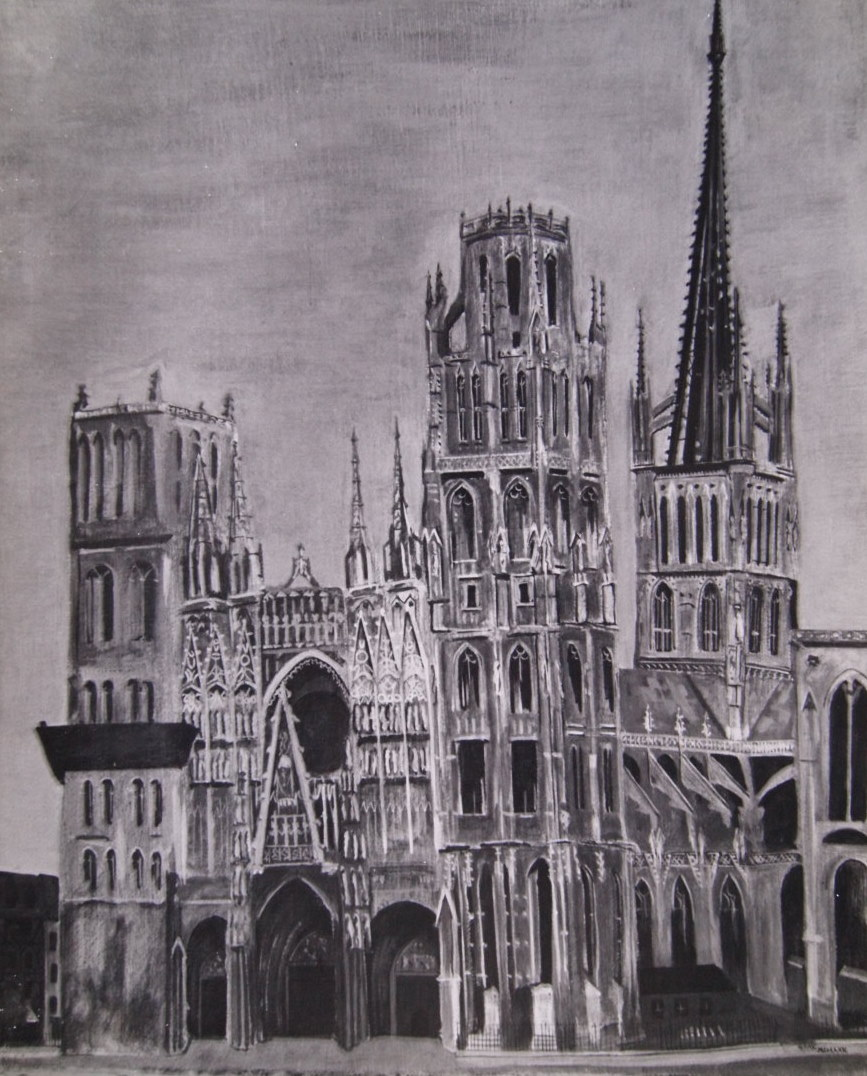
Thánh đường Rouen ở Normandie, Pháp.

Kiến trúc Norman là một loại của kiến trúc Romanesque được phát triển bởi người Norman vào thế kỉ 11 và thế kỉ 12. Người Norman đã xây dựng một số lượng lớn những lâu đài, pháo đài bao gồm cả những công trình phòng thủ. Cùng thời điểm đó, những tu viện, nhà dòng, nhà thờ và thánh đường được dựng lên với những đặc điểm của kiến trúc Romanesque (như hình cung tròn thường áp dụng cho cổng, cửa sổ) với kích thước lớn hơn so với các kiểu khác.

## Normandie
Người Viking đổ bộ ở cửa sông Seine vào năm 911, trong lúc người Frank đang chiến đấu trên lưng ngựa và các lãnh chúa Frank đang xây dựng lâu đài cho chính mình. Vào thế kỷ tiếp theo, người dân trong lãnh thổ phải chấp nhận những phong tục của người Viking như theo đạo Kitô và ngôn ngữ oïl.

### Sách tham khảo
- Bilson, J. (1929), “Durham cathedral and the cronology of its vaults”, Archeol. Journal, 79
- Clapham, A. W. (1934), English Romanesque Architecture after the conquest, Oxford
- Clifton-Taylor, A. (1967), The Cathedrals of England, London
- Cook, G. H. (1957), The English Cathedrals through the Centuries, London
- Escher, K. (1929), Englische Kathedralen, Zürich
- Von Pevsner, Nikolaus; Fleming, John; Honour, Hugh (1971) [1966], Lexikon der Weltarchitektur, München
- Rieger, R. (1953), “Studien zur mittelalterlichen Architektur Englands”, Wiener Kunstwiss. Blätter, Jg. 2
- Short, Ernest H. (2005), Norman Architecture in England
- Spengler, Dietmar, Die Anglo-normannischen Kirchen. Referat im HS SS 1980, Köln (unveröffentlicht)
- Webb, G. (1956), “Architecture in Britain: The Middle Ages”, Pelican History of Art, London